# Liste der Straßen in Oberhausen-Tackenberg-Ost
Die Liste der Straßen in Oberhausen-Tackenberg-Ost beschreibt das Straßensystem im Oberhausener Stadtteil Tackenberg-Ost (Stadtbezirk Osterfeld) mit den entsprechenden historischen Bezügen.

## Überblick
In Tackenberg-Ost leben 5952 Menschen. Der Stadtteil bildet mit Klosterhardt, Rothebusch sowie einem Teil von Vonderort und Osterfeld-Heide den Postleitzahlenbezirk 46119.
Der Stadtteil wird – im Osten beginnend – im Uhrzeigersinn folgendermaßen begrenzt:
Spechtstraße zum Bottroper Stadtteil Fuhlenbrock, Gelände des RSV/GA Klosterhardt, Schwarzwaldstraße und Elpenbach zu Klosterhardt, Dinnendahl-, Münz-, Heroldstraße, Fußweg zwischen Herold- und Dorstener Straße, Stein-, Fürsten-, Herzog- und östliche Fernewaldstraße zu Tackenberg-West.
Tackenberg-Ost im Sinne dieses Artikels meint denjenigen Teil von Tackenberg, der zum Stadtbezirk Osterfeld zählt, wohingegen derjenige Teil, der zum Stadtbezirk Sterkrade gehört und auch Teile der Sterkrader Heide beinhaltet, in der Liste der Straßen in Oberhausen-Tackenberg-West behandelt wird.
Tackenberg-Ost wird in einigen Statistiken auch als Klosterhardt-Nord geführt. Da das Tackenberger Siedlungsgebiet durch den Elpenbach aber deutlich von Klosterhardt getrennt ist, nicht hingegen vom Sterkrader Stadtteil Tackenberg, wird hier die Bezeichnung Tackenberg-Ost bevorzugt.
Hinweise auf die stärkere Zugehörigkeit zu Tackenberg geben auch der Name der ansässigen evangelischen Gemeinde (APO Tackenberg), verschiedener Geschäfte und Vereine sowie die den Ortsteil durchquerende „Tackenbergstraße“.
In Tackenberg-Ost gibt es 42 benannte Verkehrsflächen, darunter keinen Platz. Davon befinden sich 12 Straßen nur teilweise im Stadtteil:

Die Spechtstraße bildet die Grenze zu Fuhlenbrock, die Elpenbach-, die Antonie- und die Dinnendahlstraße werden in Klosterhardt fortgesetzt. Dinnendahl-, Münz-, Herold-, Stein-, Fürsten- und Herzogstraße bilden die Grenze zu Tackenberg-West, Tackenberg-, Dorstener und Fernewaldstraße werden in Tackenberg-West fortgeführt.
Durch den Stadtteil verlaufen folgende Landes- und Kreisstraßen:
- Landesstraße 21: (aus Tackenberg-West kommend) – Fernewaldstraße – Ende an der L623, weiter als K17
- Landesstraße 623: (aus Tackenberg-West kommend) – Dorstener Straße – K9 – Dorstener Straße – L155/K17 – Dorstener Straße – (weiter in Fuhlenbrock)
- Kreisstraße 9: (aus Tackenberg-West kommend) – Elpenbachstraße – (weiter in Klosterhardt)
- Kreisstraße 17: Beginn an der L623 – Fernewaldstraße – (weiter in Klosterhardt)

Einige Straßen sind Teil von Themengruppen. Hierzu gehören:
- Kohlenflöze im Ruhrbergbau: Flöz-Herrenbank-Straße, Flöz-Laura-Straße, Flöz-Matthias-Straße, Flöz-Röttgersbank-Straße (dazu Flöz-Gretchen-Straße in Tackenberg-West)
- Mittelgebirge: Schwarzwaldstraße, Taunusstraße, Wasgenwaldstraße
- Bezug zum Haus Arenberg: Engelbertstraße, Herzogstraße, Prosperstraße (sowie die etwas entfernte Arenbergstraße)
- mittelalterliche Adels- und Hoftitel: Fürstenstraße, Heroldstraße, Herzogstraße (dazu Grafenstraße in Tackenberg-West; in Anlehnung an die Herzogstraße, die nach den Herzögen von Arenberg benannt ist)
- Heidesträucher: Ginsterweg, Wacholderweg

## Übersicht der Straßen und Plätze
Die nachfolgende Tabelle gibt eine Übersicht über die vorhandenen Straßen, Wege und Plätze im Stadtteil sowie einige dazugehörige Informationen.
- Name: aktuelle Bezeichnung der Straße oder des Platzes.
- Länge/Maße in Metern:
- Die in der Übersicht enthaltenen Längenangaben sind gerundete Übersichtswerte, die in Google Earth mit dem dortigen Maßstab ermittelt wurden. Sie dienen Vergleichszwecken und werden, sofern amtliche Werte bekannt sind, ausgetauscht und gesondert gekennzeichnet.
 Bei Plätzen sind die Maße in der Form a × b angegeben.
- Der Zusatz im Stadtteil gibt an, dass die Länge die des Straßenabschnitts innerhalb von Tackenberg-Ost ist, sofern die Straße in benachbarte Stadtteile weitergeführt wird.
- Der Zusatz mit Stichstraßen gibt bei verzweigten Straßen die Länge aller Straßenabschnitte zusammen an.
- Der Zusatz (alle Straßenabschnitte zusammen) gibt an, dass die Straße so verwinkelt ist, dass keine „Hauptstraße“ besteht. Stattdessen wird die Länge aller Straßenabschnitte zusammengezählt.
- Herleitung: Ursprung oder Bezug des Namens
- Anmerkungen: zusätzliche Informationen
- Bild: Foto der Straße oder eines anliegenden Objekts

| Name                     | Länge/Maße (in Metern)                | Herleitung                                                                                       | Datum der Benennung | Bemerkungen | Bild |
| ------------------------ | ------------------------------------- | ------------------------------------------------------------------------------------------------ | ------------------- | --- | ---- |
| Am Dicken Stein          | 140                                   | „Dicke Steine“, alte Grenzmarkierung                                                             |                     | Die „Dicken Steine“ sind zwei Findlinge, die sich aufeinandergesetzt am Parkplatz des Taxiunternehmens Pröse befinden und die Grenze zwischen dem preußischen Sterkrade und dem vestischen Osterfeld zeigten. Die Straße Am Dicken Stein beginnt bei ihnen an der Musfeldstraße und führt zur Richard-Dehmel-Straße, an der auch das „Stadion am dicken Stein“ liegt. |      |
| Am Schacht IV            | 260                                   | Zeche Osterfeld, Schacht IV                                                                      |                     | Als Fortsetzung der Straße Zum Dörnbusch hinter der Vehnkampstraße führt Am Schacht IV direkt zum alten Schacht IV der Zeche Osterfeld. |      |
| An St. Jakobus           | 140                                   | Katholische Kirche St. Jakobus der Ältere                                                        |                     | Die Straße An St. Jakobus führt von der Tackenbergstraße zur Schwarzwaldstraße, vorbei an der ehemaligen Albert-Schweitzer-Hauptschule und der Kirche St. Jakobus, die heute zur Gemeinde St. Franziskus (Klosterhardt/Tackenberg/Heide) in der Pfarrei St. Pankratius gehört und als Schul- und Sozialkirche genutzt wird. Sie wurde 1959 errichtet und 1960 geweiht. |      |
| Antoniestraße            | 600 im Stadtteil                      | St.-Antony-Hütte, ehem. Eisenhütte                                                               |                     | Die St.-Antony-Hütte in Klosterhardt, nahe der Grenze zu Tackenberg, wurde 1758 als erstes Eisenwerk im Ruhrgebiet gegründet und trägt daher auch den Namen „Wiege der Ruhrindustrie“. Die Antoniestraße beginnt an der Schwarzwaldstraße und führt südwärts an der Hütte vorbei bis nach Klosterhardt. |      |
| Arenbergstraße           | 850 (alle Straßenabschnitte zusammen) | Herzöge von Arenberg, Adelsgeschlecht                                                            |                     | Die Herzöge von Arenberg-Meppen waren seit 1803 Herrscher über das Vest Recklinghausen, zudem auch Osterfeld und damit Tackenberg-Ost gehörte. Nach den ersten beiden Herzögen, Engelbert und Prosper, sind ebenfalls Straßen in Tackenberg-Ost benannt. Die Arenbergstraße führt vom Siedlerweg nordwärts bis zur Elpenbachstraße, dann als Fußweg bis zur Wasgenwaldstraße, hinter der sie wieder als befahrbare Straße fortgesetzt wird, die an der Taunusstraße endet. |      |
| August-Schmidt-Straße    | 140                                   | August Schmidt, 1878–1965, Gewerkschafter                                                        | 7. Sep. 2015        | Die August-Schmidt-Straße geht von der Richard-Dehmel-Straße westwärts ab. Sie ist nach dem SPD-Politiker aus Dortmund benannt, der Widerstand gegen den Nationalsozialismus leistete und nach dem Krieg, 1946, den Industrieverband Bergbau Britische Zone begründete, aus dem später die IG Bergbau hervorging. Zwischen 1949 und 1953 war Schmidt Vorsitzender der Bergbaugewerkschaft und seitdem bis zu seinem Tod 1965 Ehrenvorsitzender. |      |
| Bocholter Straße         | 350                                   | Bocholt, Stadt im Münsterland                                                                    | 1935                | Die Bocholter Straße liegt nahe der Dorstener Straße und ist vielleicht deshalb ebenfalls nach einer Stadt im Münsterland benannt. Sie verbindet Fernewald- und Spechtstraße im äußersten Osten Tackenbergs. Bis 1935 trug sie den Namen Nordstraße. |      |
| Dinnendahlstraße         | 350 im Stadtteil                      | Franz Dinnendahl, 1775–1826, Pionier der Dampfmaschine                                           | 1937                | Franz Dinnendahl erbaute die erste Dampfmaschine für den Bergbau (Zeche Vollmond in Bochum-Langendreer). Diese wurde in Zusammenarbeit mit den Oberhausener Industrieunternehmen St.-Antony-Hütte (in Osterfeld, nahe der Dinnendahlstraße) und Gutehoffnungshütte (in Sterkrade) hergestellt. Die Dinnendahlstraße bildet zwischen Münz- und Teutoburger Straße die Grenze zwischen den Stadtbezirken Sterkrade und Osterfeld, zwischen Münzstraße und Elpenbach gehört sie zu Tackenberg-Ost. Bis 1937 hieß sie im Grenzbereich Teichstraße. |      |
| Dirlingsweg              | 650 mit Stichstraßen: 920             | Dirlingshof, ehem. Bauernhof                                                                     |                     | Der Dirlingsweg beginnt am Ginsterweg als Fortsetzung des Wacholderwegs, er führt parallel zu Dorstener und Herzogstraße nordostwärts bis hinter die Langwegstraße. Er ist nach einem alten Bauernhof benannt, der zwischen Fernewald und Sterkrader Venn lag. |      |
| Dorstener Straße         | 1900 im Stadtteil                     | Dorsten, Stadt im Münsterland                                                                    |                     | Die Dorstener Straße beginnt in Sterkrade und führt über Tackenberg, Fuhlenbrock und Kirchhellen bis nach Dorsten, jedoch nicht durchgängig unter diesem Namen. Während preußischer Zeit war sie Teil der Provinzialchaussee Mülheim–Dorsten. 1959 wurde an der Kreuzung Wasgenwaldstraße die evangelische Apostelkirche (APO Tackenberg) errichtet. |      |
| Drosselstraße            | 240                                   | Drosseln, Vogelgattung                                                                           |                     | Die Drosselstraße führt als Verlängerung der Tackenbergstraße hinter An St. Jakobus bogenförmig zur Schwarzwaldstraße. Sie ist willkürlich nach dem Singvogel benannt und hieß früher Teilungsstraße. |      |
| Egelbusch                | 120                                   |                                                                                                  |                     | Die Siedlung Egelbusch ist eine kleine Stichstraße zur Dorstener Straße im äußersten Osten Tackenbergs. |      |
| Elpenbachstraße          | 1000 im Stadtteil                     | Elpenbach, Bachlauf                                                                              | 1936                | Der Elpenbach entspringt im ehemaligen Gelände der Kokerei Jacobi und speiste schon im Mittelalter die Sterkrader Klostermühle. Seit 1754 wurde sein Wasser für den Betrieb der an seinen Ufern gelegenen St.-Antony-Hütte benötigt, seit 1782 auch für die Gutehoffnungshütte. Die Elpenbachstraße quert diesen Bachlauf, der hier die Stadtteilgrenze zu Klosterhardt bildet, und ist daher nach ihm benannt. Bis 1936 hieß sie im nördlichen Teil Teilungsstraße, südlich der Tackenbergstraße Bachstraße. Die Straße beginnt als Fortsetzung der Sperberstraße an der Herzogstraße, durchquert Tackenberg südwärts und führt bis nach Klosterhardt. An ihr befinden sich die Theodor-Heuss-Realschule sowie die ehemalige Albert-Schweitzer-Hauptschule. |      |
| Engelbertstraße          | 130                                   | Ludwig Engelbert, 1750–1820, Herzog von Arenberg-Meppen                                          |                     | Ludwig Engelbert war 1803 der erste Herzog von Arenberg-Meppen und damit der erste arenbergische Herrscher über das Vest Recklinghausen, zu dem auch Osterfeld gehörte. Nach seinem Sohn, Herzog Prosper Ludwig, sind die benachbarte Prosperstraße sowie die Bottroper Zeche Prosper benannt. Die Engelbertstraße verbindet parallel zur Prosperstraße Herzogstraße und Dirlingsweg. |      |
| Fernewaldstraße          | 1000 im Stadtteil                     | „Fernewald“, Waldgebiet                                                                          |                     | Das Waldgebiet zwischen der Zeche Franz Haniel und der Grafenmühle in Bottrop-Kirchhellen wird „Fernewald“ genannt, danach trägt diese Straße, die aus Königshardt und Tackenberg-West kommt, Tackenberg-Ost durchquert und an der Stadtgrenze zu Bottrop-Fuhlenbrock, an der Spechtstraße, endet, ihren Namen. |      |
| Flöz-Herrenbank-Straße   | 230                                   | „Röttgersbank“ (auch „Herrenbank“), Flöz im Ruhrbergbau                                          |                     | Mehrere Straßen in der Umgebung sind nach Flözen im Ruhrbergbau benannt, so auch die Flöz-Herrenbank-Straße, die Herzogstraße und Flöz-Matthias-Straße verbindet. |      |
| Flöz-Laura-Straße        | 460 mit Stichstraßen: 770             | „Laura“, Flöz im Ruhrbergbau                                                                     |                     | Mehrere Straßen in der Umgebung sind nach Flözen im Ruhrbergbau benannt, so auch die Flöz-Laura-Straße, die ringförmig an der Flöz-Röttgersbank-Straße liegt. Mehrere Querstraßen und eine Verbindung zur Dorstener Straße sind ihr ebenfalls zugeordnet. |      |
| Flöz-Matthias-Straße     | 400 mit Stichstraßen: 620             | „Matthias“, Flöz im Ruhrbergbau                                                                  |                     | Mehrere Straßen in der Umgebung sind nach Flözen im Ruhrbergbau benannt, so auch die Flöz-Matthias-Straße, die ringförmig Flöz-Herrenbank- und Dorstener Straße verbindet. |      |
| Flöz-Röttgersbank-Straße | 290                                   | „Röttgersbank“ (auch „Herrenbank“), Flöz im Ruhrbergbau                                          |                     | Mehrere Straßen in der Umgebung sind nach Flözen im Ruhrbergbau benannt, so auch die Flöz-Röttgersbank-Straße, die von der Herzog- zur Dorstener Straße führt. |      |
| Franziskusweg            | 90                                    | Franziskus von Assisi, 1181–1226, Heiliger und Begründer der franziskanischen Orden              | 13. Sep. 2016       | Der Franziskusweg ist eine Stichstraße zur Elpenbachstraße, die zum katholischen Friedhof Elpenbachstraße führt und an der sich sonst kein Haus befindet. Der Name rührt wahrscheinlich daher, dass der Friedhof zur katholischen Gemeinde St. Franziskus zählt, die sich aus den ehemaligen Pfarreien St. Josef Osterfeld-Heide, St. Antonius Klosterhardt und St. Jakobus Tackenberg zusammensetzt und heute zur Großpfarrei St. Pankratius Osterfeld zählt. |      |
| Fuhlenbrockstraße        | 240 mit Stichstraßen: 300             | Fuhlenbrock, Stadtteil von Bottrop                                                               |                     | Die Fuhlenbrockstraße führt von der Fernewaldstraße direkt in den Bottroper Stadtteil Fuhlenbrock und ist daher nach diesem benannt. |      |
| Fürstenstraße            | 350                                   | Fürst, Adelstitel                                                                                |                     | Die Fürstenstraße ist die Fortsetzung der Herzogstraße hinter dem Ginsterweg, sie endet an der Steinstraße. Mit der Herzogstraße sowie der Grafenstraße in Tackenberg-West sind zwei weitere Straßen nach Adelstiteln benannt, an die sich die Benennung anlehnt. |      |
| Ginsterweg               | 240                                   | Ginster, Pflanzengattung                                                                         | 1936                | Der Ginsterweg ist wie der nahe Wacholderweg nach einem Heidestrauch benannt, das hier früher oft zu finden war. Er verbindet Herzog- und Dorstener Straße und hieß bis 1936 Forststraße. |      |
| Heroldstraße             | 200                                   | Herold, mittelalterlicher Hofbeamter                                                             | 1934                | Der Name Heroldstraße ist in Bezug auf den ehemaligen Namen, Herzogstraße, zu verstehen. Es handelt sich um einen ähnlich klingenden Namen, der sich ebenfalls auf ein mittelalterliches Amt bezieht. Die Heroldstraße verbindet Tackenberg- und Münzstraße, sie bildet die Grenze zu Tackenberg-West im Stadtbezirk Sterkrade. Sie wurde 1934 umbenannt. |      |
| Herzogstraße             | 1200                                  | Herzöge von Arenberg, Adelsgeschlecht                                                            |                     | Die Herzogstraße führt als Verlängerung der Fürstenstraße hinter dem Ginsterweg nordöstlich bis zur Fernewaldstraße und bildet auf ganzer Länge die Grenze zu Tackenberg-West im Stadtbezirk Sterkrade. Ursprünglich führte sie noch weiter, bis in die Herzöglich Arenbergischen Forste auf Bottroper Gebiet. Ähnlich der ehemaligen Herzogstraße, die nach den Herzögen von Arenberg benannt war (heute Heroldstraße), und der Arenbergstraße könnte sie ihren Namen ebenfalls nach den Herzögen von Arenberg tragen, zu deren Einflussbereich das Vest Recklinghausen und damit auch Osterfeld und Tackenberg-Ost seit 1803 zählten. In Anlehnung an die Herzogstraße wurden auch die Grafen- und die Fürstenstraße nach Adelstiteln benannt.             |      |
| Langwegstraße            | 170                                   | Werner Langweg, 1863–1940, Amtmann von Osterfeld                                                 |                     | Werner Langweg war seit 1891 kommissarisch, seit 1892 endgültig der erste Amtmann von Osterfeld, das 1890 vom Amtsverband Bottrop gelöst worden war. Er hat Osterfeld zur selbstständigen Stadt geführt, die Stadtrechte wurden 1921 verliehen. Die nach ihm benannte Straße verbindet Herzogstraße und Dirlingweg. |      |
| Münzstraße               | 150                                   | Münz, früherer Grundbesitzer                                                                     |                     | Nach einem früheren Grundbesitzer heißt diese Grenzstraße (zu Tackenberg-West) zwischen Dinnendahl- und Heroldstraße Münzstraße. |      |
| Musfeldstraße            | 400                                   | Gerhard Musfeld, früherer Grundbesitzer                                                          |                     | Gerhard Musfeld war ein Grundbesitzer. Auf einer Karte des preußischen Katasteramts aus dem 19. Jahrhundert sind große Gebiete in Tackenberg als „Musfelds Gründe“ bezeichnet, aber auch schon auf einer Sterkrader Karte von 1727 findet sich „Muveits Velt“. Der alte Musfeldhof wurde an die Gutehoffnungshütte verkauft, die dort 1912 den Schacht IV der Zeche Osterfeld abteufte. Die Musfeldstraße führt von der Dorstener Straße südwärts zur Nikolaus-Groß-Straße. |      |
| Nikolaus-Groß-Straße     | 500                                   | Nikolaus Groß, 1898–1945, Gewerkschafter, Widerstandskämpfer und Seliger der katholischen Kirche |                     | Nikolaus Groß war ein katholischer Bergmann aus Niederwenigern, führend in der Katholischen Arbeiterbewegung, der 1944 wegen seiner gewerkschaftlichen Aktivitäten und seiner Kontakte zu Widerstandskreisen durch die Gestapo festgenommen und 1945 durch den Volksgerichtshof zum Tode verurteilt wurde. Von 1920 bis 1921 hatte Groß als Jugendsekretär beim Gewerkverein Christlicher Bergarbeiter in Oberhausen gearbeitet. Er wurde 2001 durch Papst Johannes Paul II. seliggesprochen. Die nach ihm benannte Straße führt von der Herold- zur Antoniestraße, ist für den Straßenverkehr an der Kreuzung Richard-Dehmel-Straße unterbrochen. |      |
| Prosperstraße            | 160                                   | Prosper Ludwig, 1785–1861, Herzog von Arenberg-Meppen                                            |                     | Prosper Ludwig war von 1803 bis 1810 der zweite und letzte Herzog von Arenberg-Meppen und damit Herrscher über das Vest Recklinghausen, zu dem auch Osterfeld gehörte. Nach ihm ist neben der Prosperstraße auch die Bottroper Zeche Prosper benannt. Die Prosperstraße verbindet parallel zur Engelbertstraße, die nach seinem Vater benannt ist, Herzogstraße und Dirlingsweg. |      |
| Richard-Dehmel-Straße    | 700                                   | Richard Dehmel, 1863–1920, deutscher Dichter                                                     |                     | Die Richard-Dehmel-Straße führt von der Dorstener Straße südwärts bis zur Straße Zum Dörnbusch, nahe dem Antoniepark. |      |
| Ringstraße               | 350                                   | ringförmige Straße                                                                               |                     | Die Ringstraße führt bogenförmig von der Langwegstraße weg und wieder zu ihr zurück, daher trägt sie ihren Namen. |      |
| Schwarzwaldstraße        | 750                                   | Schwarzwald, Mittelgebirge in Baden-Württemberg                                                  | 1929                | Wie mehrere Straßen in der Umgebung ist auch die Schwarzwaldstraße nach einem deutschen Mittelgebirge benannt. Sie beginnt als Fortsetzung der Antoniestraße an der Elpenbachstraße und führt ostwärts bis zur Harkortstraße in Klosterhardt. Bis 1929 hieß sie Grubenstraße. |      |
| Siedlerweg               | 400                                   | siedlungsartiger Häuserbau                                                                       |                     | Der Name Siedlerweg entstand durch die Besiedlung durch Berg- und Hüttenleute und den schmalen Ausbau der Straße. Der Siedlerweg führt von der Dorstener Straße bis hinter die Tackenbergstraße. Um circa 1900 lag an gleicher Stelle die Vehnkampstraße. Am Siedlerweg liegen das Stadion „Am Dicken Stein“ sowie die „Schule am Siedlerweg“, die durch die Zusammenlegung der Kardinal-von-Galen- mit der Dietrich-Bonhoeffer-Schule entstanden ist. |      |
| Spechtstraße             | 900                                   | Spechte, Vogelgattung                                                                            |                     | Die Spechtstraße ist wohl willkürlich nach der Vogelgattung benannt worden. Sie führt von der Fernewaldstraße nordwärts zur Dorstener Straße und bildet auf voller Länge die Grenze gegen Bottrop-Fuhlenbrock. |      |
| Steinstraße              | 110                                   | steinreiche Gegend                                                                               |                     | Tackenberg ist eine allgemein steinreiche Gegend, hier wurde während der letzten Eiszeit viel Geröll abgelagert. Danach ist die Steinstraße benannt, die von der Fürsten- zur Teutoburger Straße führt und die Grenze zu Tackenberg-West im Stadtbezirk Sterkrade bildet. |      |
| Tackenbergstraße         | 650 im Stadtteil                      | nach Tackenberg selbst benannt                                                                   |                     | „Tackenberg“ war ursprünglich der Name für den 72 Meter hohen Höhenrücken zwischen Elpenbach und Reinersbach, genau auf der Grenze zwischen Rheinland (Sterkrade) und Westfalen (Osterfeld), er ging später auf den hier befindlichen Stadtteil über. Der Name geht entweder auf den Tackhof zurück, der an der heutigen Dorstener Straße lag, oder leitet sich von „Tacken“, dünnen Ästen oder Zweigen, ab und meint einen kargen, mit ästigem Heideholz bewachsenen Berg. Die Tackenbergstraße führt annähernd parallel zur Dorstener Straße von Tackenberg-West in östliche Richtung bis zur Straße An St. Jakobus. An der Kreuzung Elpenbachstraße liegen die Theodor-Heuss-Realschule und die ehemalige Albert-Schweitzer-Hauptschule.                  |      |
| Taunusstraße             | 400 mit Stichstraßen: 1300            | Taunus, Mittelgebirge in Hessen                                                                  |                     | Wie einige Straßen in der Umgebung ist auch die Taunusstraße nach einem deutschen Mittelgebirge benannt. Sie führt bogenförmig von der Dorstener zur Wasgenwaldstraße. Mehrere ringförmige Stichstraßen sind ihr ebenfalls zugeordnet. |      |
| Vehnkampstraße           | 150                                   | „Vehnkamp“, alte Katasterbezeichnung („eingehegtes Moorland“)                                    | 1982                | „Vehn“ ist eine alte Bezeichnung für Moorland, „Kamp“ meint ein eingehegtes Landstück. Nach der alten Katasterbezeichnung ist die Vehnkampstraße benannt, die von der Richard-Dehmel-Straße ganz im Süden Tackenbergs bis zur August-Schmidt-Straße führt. Ihr Straßenname existierte bereits schon einmal um das Jahr 1900 im Bereich des Siedlerwegs, später zwischen Antonie- und Münzstraße. Darüber wurde der Schacht IV der Zeche Osterfeld errichtet, der 1994 verfüllt wurde. 1982 wurde der Name „Vehnkampstraße“ dann erneut für die heutige Straße vergeben. |      |
| Wacholderweg             | 150                                   | Wacholder, Pflanzengattung                                                                       |                     | Der Wacholderweg ist eine Stichstraße zum Ginsterweg in Verlängerung des Dirlingswegs. Wie auch der Ginsterweg ist er in Erinnerung an die Heidelandschaft, die sich hier früher ausbreitete, nach einem Heidestrauch benannt. |      |
| Wasgenwaldstraße         | 550                                   | Wasgenwald (heute meist „Vogesen“), Mittelgebirge in Ostfrankreich                               |                     | Wie einige Straßen in der Umgebung ist auch die Wasgenwaldstraße nach einem Mittelgebirge benannt, das zur Zeit der Benennung noch zu Deutschland (Elsass-Lothringen) gehörte. Die Straße führt von der Schwarzwaldstraße nordwärts bis zur Dorstener Straße. Hier befindet sich die evangelische Apostelkirche. |      |
| Zum Dörnbusch            | 130                                   | „Dörnbusch“, ehem. Waldgebiet                                                                    |                     | Nach einer Karte von 1793 befand sich hier ein Waldstück namens „Dörnbusch“. Danach wurde diese Straße nahe dem ehemaligen Schacht IV der Zeche Osterfeld benannt, die von der Antoniestraße direkt am Antoniepark bis zur Straße Am Schacht IV führt. |      |

## Liste nicht mehr vorhandener Straßen
| Name           | von      | bis  | umbenannt in (aktuell) | Herleitung                                                    | Bemerkungen |
| -------------- | -------- | ---- | ---------------------- | ------------------------------------------------------------- | --- |
| Bachstraße     |          | 1936 | → Elpenbachstraße      | Elpenbach, Bachlauf                                           | 1936 wurde die Bachstraße mit der Teilungsstraße zur Elpenbachstraße zusammengefasst. |
| Forststraße    |          | 1936 | → Ginsterweg           |                                                               | |
| Grubenstraße   |          | 1929 | → Schwarzwaldstraße    | Bezug zu den Schächten der Zeche Jacobi                       | |
| Herzogstraße   |          | 1934 | → Heroldstraße         | Herzöge von Arenberg, siehe Herzogstraße                      | |
| Nordstraße     |          | 1935 | → Bocholter Straße     | lag im Norden von Osterfeld                                   | |
| Teichstraße    |          | 1937 | → Dinnendahlstraße     | ehem. Teich des Elpenbachs im „Bronkhorstfeld“                | |
| Teilungsstraße |          |      | → Drosselstraße        | alter Heideteilungsweg                                        | |
| Teilungsstraße |          |      | → Elpenbachstraße      | alter Heideteilungsweg                                        | Die Teilungsstraße wurde 1936 mit der Bachstraße zur Elpenbachstraße zusammengefasst. |
| Vehnkampstraße | vor 1900 |      | → Siedlerweg           | „Vehnkamp“, alte Katasterbezeichnung („eingehegtes Moorland“) | Die Vehnkampstraße wurde später aufgehoben und an gleicher Stelle der Siedlerweg gebaut. Eine weitere Vehnkampstraße verlief später zwischen Antonie- und Münzstraße, die heutige Vehnkampstraße wurde 1982 gewidmet.         |
| Vehnkampstraße |          |      | eingezogen             | „Vehnkamp“, alte Katasterbezeichnung („eingehegtes Moorland“) | Die Vehnkampstraße verlief zwischen Antonie- und Münzstraße und wurde später eingezogen, die heutige Vehnkampstraße wurde 1982 gewidmet. Eine weitere Vehnkampstraße befand sich um 1900 im Bereich des heutigen Siedlerwegs. |